# Damaskin (arcybiskup Aten)

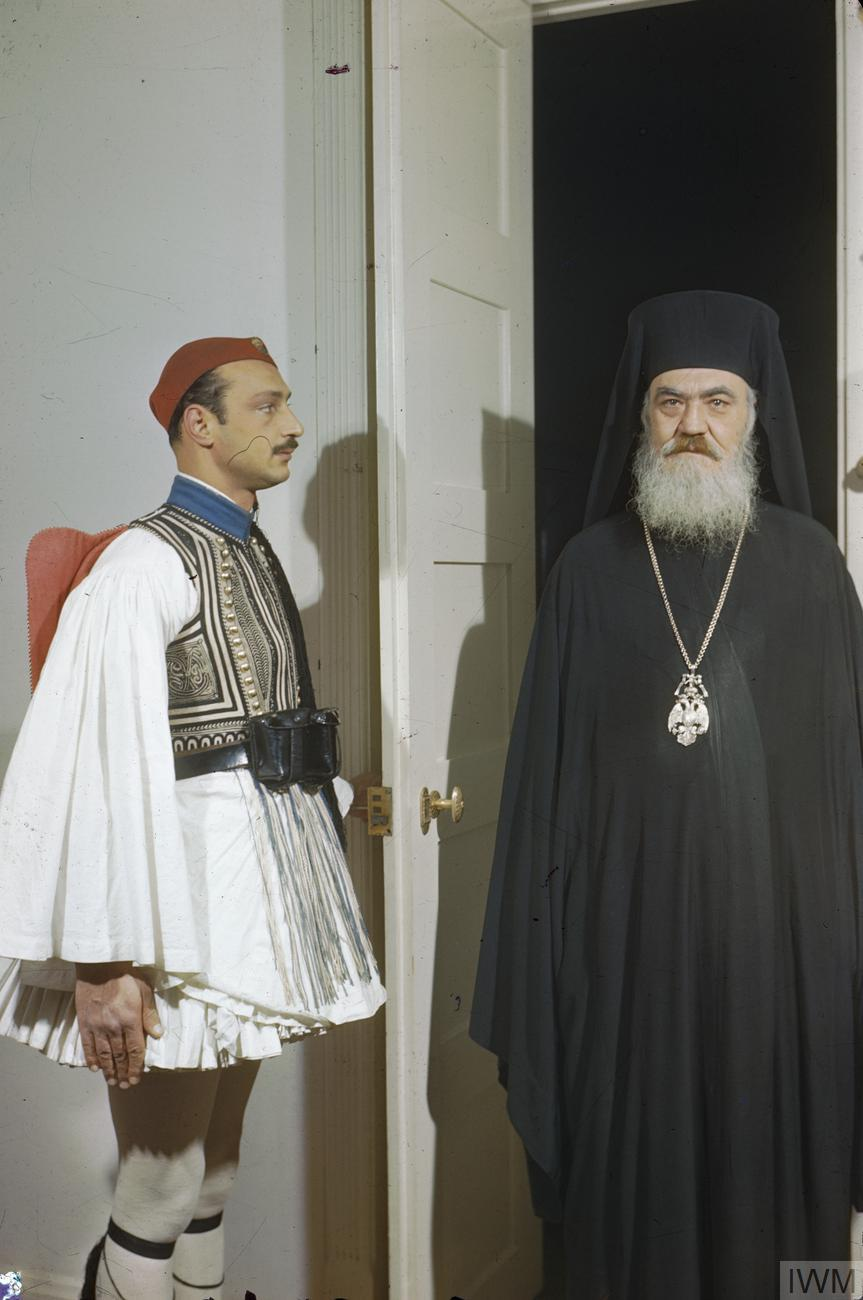
Damaskin w Atenach (1945)

Damaskin, imię świeckie Dimitrios Papandreu (ur. 3 marca 1890 lub 1891 w Dorwicy, zm. 20 maja 1949 w Atenach) – grecki duchowny prawosławny, w latach 1941–1949 zwierzchnik Greckiego Kościoła Prawosławnego. Regent Grecji w latach 1944–1946 i premier tego kraju w 1945.

## Życiorys
Pochodził z ubogiej rodziny. Uzyskał wykształcenie teologiczne oraz prawnicze na uniwersytecie w Atenach, kończąc studia z wyróżnieniem. Walczył w armii greckiej w wojnach bałkańskich; zgłosił się na ochotnika.

### Kariera duchowna
W 1917 został wyświęcony na diakona, a następnie na kapłana. Przez pewien czas kierował kancelarią arcybiskupa Aten, a na polecenie rządu greckiego sporządził projekt regulaminu wewnętrznego Świętej Góry Athos.
W 1922, z rekomendacji arcybiskupa Aten Melecjusza, miała miejsce jego chirotonia na metropolitę Koryntu. W Koryncie zbudował nową rezydencję biskupią, podniósł miejscową szkołę duchowną do rangi seminarium, otworzył szpital i bractwo miłosierdzia. W 1928 organizował akcję pomocy dla ofiar trzęsienia ziemi, m.in. wyjeżdżając do Stanów Zjednoczonych, by zbierać datki dla poszkodowanych wśród greckiej diaspory. Biskup Damaskin pozostał w USA na stałe, przeszedł w jurysdykcję Patriarchatu Konstantynopola i został egzarchą patriarszym w Ameryce. Dzięki jego wysiłkom w USA powstała grecka archidiecezja grupująca wszystkie etnicznie greckie parafie prawosławne, dotąd podzielone między różne jurysdykcje.
W 1938, po śmierci arcybiskupa Chryzostoma I, został wybrany na jego następcę przez Synod Greckiego Kościoła Prawosławnego. W głosowaniu biskupów uzyskał 31 głosów, wyprzedzając o jeden głos faworyzowanego przez Joanisa Metaksasa i jawnie wspieranego przez oficjalną prasę metropolitę Chryzanta. Pod naciskiem władz synod Kościoła mianował jednak arcybiskupem Aten właśnie Chryzanta. Metropolita Koryntu został zesłany na Salaminę. Jawna interwencja władz Grecji wywołała konflikt wewnętrzny w Kościele. 32 biskupów (nieco ponad połowa episkopatu) odmówiła Chryzantowi swojego poparcia.

### II wojna światowa
W 1941, gdy arcybiskup Chryzant odmówił zaprzysiężenia kolaboracyjnego rządu Grecji, został pozbawiony urzędu, zaś jego miejsce zajął Damaskin. Grecki Kościół Prawosławny oficjalnie uznał poprzednie wybory arcybiskupa za bezprawne i niebyłe.
Arcybiskup nie zgadzał się z hitlerowską polityką wobec Grecji.

Mimo że rozmawiał z władzami okupacyjnymi i wszystkimi greckimi ugrupowaniami politycznymi, nikt nie wątpił w jego patriotyzm i niezgodę na okupację. Na szczególny szacunek zasłużył sobie dzięki organizowaniu pomocy charytatywnej dla rodzin ofiar niemieckich represji. W podobnym duchu działał także w interesie rodzin żydowskich, starając się je chronić przed nazistowskimi prześladowaniami

{{Cytat}} Brakujące pola: treść. Przestarzałe pola: 1.
Damaskin polecił prawosławnemu duchowieństwu i klasztorom ukrywanie Żydów. Jeden z sygnatariuszy podpisanego przez ateńskie organizacje zawodowe listu do kolaboracyjnego premiera Υπέρ της προστασίας των εν Ελλάδι Ισραηλιτών – O ochronę Izraelitów w Grecji. Swojej działalności nie zaprzestał nawet wówczas, gdy hitlerowskie władze zagroziły mu śmiercią.
30 grudnia 1944 przebywający na emigracji w Wielkiej Brytanii król Grecji Jerzy II mianował go regentem Grecji do czasu swego powrotu. Uczynił to za namową Winstona Churchilla, który poznał Damaskina w czasie swojej wizyty w Atenach w grudniu 1944 i był dlań pełen podziwu. Duchowny sprawował urząd regenta do ogłoszenia wyników plebiscytu rozstrzygającego kwestię przyszłego ustroju Grecji (na korzyść monarchii). W roku 1945 był ponadto krótko premierem Grecji.

### Po II wojnie światowej
Damaskin podpisywał wszystkie porozumienia zawarte między różnymi siłami politycznymi w pierwszych latach po II wojnie światowej. Dążył do uzyskania przez Kościół pozycji niezależnej od kolejnych rządów, jak również do wzmocnienia jego społecznej pozycji. Przyczynił się do odzyskania przez Kościół prawosławny autorytetu, jaki osłabł wskutek postawy duchowieństwa w okresie dyktatury Metaksasa.
W ocenie wywiadów brytyjskiego i niemieckiego

Damaskinos był ekstremalnie sprytnym politykiem i dyplomatą, zdeterminowanym utrzymywać kontakty ze wszystkimi stronami i zawsze znaleźć się po stronie zwyciężającej.

{{Cytat}} Brakujące pola: treść. Przestarzałe pola: 1.
Będąc regentem Grecji, Damaskin zdawał sobie sprawę ze skali represji wymierzonych przez kolejne wspierane przez Brytyjczyków rządy w uczestników lewicowego ruchu oporu w okresie II wojny światowej (partyzantów ELAS). Kierowane do niego protesty w tej sprawie nie odnosiły jednak skutków. W czasie greckiej wojny domowej nawoływał walczące strony do pokoju.
Na czele Kościoła stał do śmierci w 1949.

## Film
Postać Damaskina występuje w filmie Agent nr 1 z 1971 w reżyserii Zbigniewa Kuźmińskiego. Rolę tę grał Tadeusz Białoszczyński.